# Куреш
Куре́ш (также курес, курэш, кураш, куряш, корэш) — традиционный вид борьбы у тюркских народов.
Название происходит от русификации соответствующих названий борьбы в национальных языках (в которых это слово является полным синонимом русского слова «борьба»), к примеру: алт. кӱреш, баш. көрәш, тат. көрәш, каз. күрес, кирг. күрөш, узб. kurash, хак. кӱрес, чув. кӗрешӳ, путём замены отсутствующих в русском языке букв ө, ә, ү и изменения некоторых согласных более близким к грамматике русского языка.
У башкир, татар и чувашей представляет собой борьбу на полотенцах, закидываемых на пояс противника, и является важным элементом национальных праздников — сабантуя, джиена и акатуя. В 2016 году ЮНЕСКО, отметив влияние на укрепление отношений между общинами, основанных на принципах толерантности, доброй воли и солидарности, внесла курес в репрезентативный список нематериального культурного наследия человечества.

## История
Время появления борьбы куреш точно не известно. Состязания устраивались по праздникам, во время свадеб, больших торгов. Куреш — самостоятельный вид спорта и способ физической подготовки.
С 1948 года проводятся чемпионаты Башкирской АССР по борьбе куреш. С 1960 года проводятся чемпионаты Татарской АССР по борьбе куреш и республиканское первенство, впоследствии образована Федерация национальной спортивной борьбы «Татарча куряш» ТАССР.
В 1970 году Комитет по физической культуре и спорту при Совете Министров РСФСР утвердил звание «Мастер спорта по национальным видам спорта РСФСР».
В начале 1980-х годов Комил Юсупов, известный борец куреша, дзюдо и самбо, и один из самых рьяных активистов возрождения куреша, начал исследования по изучению наследия узбекской борьбы, цель которых заключалась в разработке новых универсальных правил данного вида спорта, которые отвечали бы международным стандартам. В начале 1990-х в Узбекистане начали активное возрождение этой борьбы. В разных районах Узбекистана были свои правила.
6 сентября 1998 года в Ташкенте с участием представителей 28 стран Азии, Африки и Европы была создана Международная Ассоциация Кураш.
В маe 1999 года в Ташкенте был проведён первый чемпионат мира по курешу.
Дата 24 января 2003 года стала исторической для борьбы куреш. На 22-й Генеральной Ассамблее Олимпийского Совета Азии куреш был признан в качестве официального вида спорта со стороны этого континентального подразделения Международного Олимпийского Комитета, и стало возможным включение его в программу Азиатских игр — континентальной модели Олимпийских Игр. В декабре 2006 года в Дохе (Катар) прошли 15-е летние Летние Азиатские игры. В них впервые в истории состоялись показательные соревнования по курешу. В 2009 году официальные соревнования по курешу прошли в программах сразу двух Азиатских игр — 1-х Азиатских Игр по боевым искусствам (Бангкок, Таиланд) и 3-х Азиатских игр в закрытых помещениях (Ханой, Вьетнам).
В 2002 году Ассоциация учредила свою высшую награду — «Золотой Орден МАК». Он вручается лидерам стран, видным политическим и общественным деятелям, знаменитостям, за их вклад в дело международного развития Кураша. Решение о награждении принимается Исполкомом МАК. Первый орден был вручён в 2002 году Президенту Узбекистана Исламу Каримову. В 2004 году вторым орденом была награждена лидер Индийского Национального Конгресса Соня Ганди.
В 2007 году в столице Башкортостана — в г. Уфе проводился VI чемпионат мира по борьбе куреш.
К началу 2008 года членами Международной Ассоциации Куреш являются национальные федерации из 102 стран Азии, Африки, Европы, Пан Америки и Океании. На 9-м Заседании Конгресса IKA, прошедшего перед Пятым Чемпионатом мира по Кураш среди молодёжи 12-17 ноября в Стамбуле, Турция ещё 12 стран присоединились к мировому движению IKA. В конце 2008 года количество стран — членов IKA составляет 114 стран.
В 2010 году в г. Казань республики Татарстан прошёл чемпионат мира по борьбе куреш. Куреш включён в программу проводимой в Казани Летней Универсиады 2013 года.

## Правила
В корэш (Ферганский вариант борьбы) борются в стойке стоя и согласно принятым правилам. Броски, проведённые в стойке, оцениваются судьями. При равных оценках победа присуждается по последней оценке. В случае, когда участник (участница) имеет оценку и наказание, преимущество имеет оценка. Соревнования проводятся по олимпийской системе без утешительных схваток.
В Татарстане правила борьбы «корэш» были разработаны при активном участии Федерации корэш России.

### Продолжительность схватки
1. мужчины — 4 минуты чистого времени
2. подростки и спортсмены старше 35 лет — 3 минуты чистого времени
3. дети, женщины и спортсмены старше 56 лет — 2 минуты чистого времени.

### Различия
Основное отличие керешу: у чувашей и казахов поясная борьба сопровождается активной борьбой ног.
У башкир и татар борьба на кушаках, полотенцах не включает борьбу ногами. Основатели татарской национальной борьбы Рашид Азизов, Асхат Шайхутдинов и другие сформулировали соответствующие правила в соответствии с существовавшей традицией. Азизов хотел, чтобы мастера татарской борьбы корэш были сильны и в классической борьбе, потому их национальный вид спорта ориентирован на классику.
- В Башкортостане борцов называют «батыр» и «көрәшсе».
- В Узбекистане борцов-курашистов называют «ботир», «баходир» и «пахлавон» и «полвон»
- В Кыргызстане борцов называют «күрөшчү», «балбан».
- В Казахстане борцов называют «батыр», «балуан», «баһадыр», «күресші», «күрескер»,